# Чертков, Иван Терентьевич
Иван Терентьевич Чертков (1913—1974) — командир отделения инженерной разведки 598-го отдельного сапёрного батальона (314-я стрелковая дивизия, 59-я армия, 1-й Украинский фронт), сержант, полный кавалер ордена Славы.

## Биография
Иван Терентьевич Чертков родился в крестьянской семье в селе Тундутово Черноярского уезда Астраханской губернии (в настоящее время Малодербетовский район Калмыкии). Получил начальное образование, работал в колхозе.
В мае 1940 года Малодербетовским райвоенкоматом был призван в ряды Красной армии. С 1941 года на фронтах Великой Отечественной войны. Защищал Ленинград.
2 февраля 1944 года рядовой Чертков на левом берегу реки Нарва у деревни Вяска участвовал в отражении атак противника, стремившегося сбросить подразделения дивизии с созданного плацдарма. В этих боях Чертков уничтожил из личного оружия 15 солдат противника. Приказом по 314 стрелковой дивизии от 19 февраля 1944 года он был награждён орденом Славы 3-й степени.
Будучи командиром отделения, ефрейтор Чертков 18 июня 1944 года в Ленинградской области в 30 км от Выборга в сложных условиях восстановил мост и разминировал дорогу. Сам Чертков снял 37 мин. Приказом по войскам 21-й армии от 8 июля 1944 года он был награждён орденом Славы 2-й степени.
Уже в звании сержанта и командуя отделением инженерной разведки, Чертков 16 января 1945 года нашёл проходы в минных полях в районе города Мехув (Малопольское воеводство). 31 января 1945 года при форсировании реки Одер у города Козель (в настоящее время Кендзежин-Козле) лично определил места для паромной переправы артиллерии двух полков и организовал её. Указом Президиума Верховного Совета СССР от 10 апреля 1945 года он был награждён орденом Славы 1-й степени.
Сержант Чертков был демобилизован в октябре 1945 года. Вернулся на родину. Работал трактористом в колхозе.
Скончался Иван Терентьевич Чертков 1 октября 1974 года.

## Память
- Его именем названа улица в родном селе.